# Carlos Santos (ator espanhol)
Carlos Santos Rubio (Múrcia, 3 de agosto de 1977) é um ator espanhol. Em 2017, ganhou o Prêmio Goya de melhor ator revelação pelo seu papel no filme El hombre de las mil caras.